# 金陵 (北魏)
金陵，是北魏迁都洛阳前的皇家陵寝。具体地址不详。
《魏书》中金陵的名字有三种：云中金陵、盛乐金陵、金陵。金陵是一处还是三处，具体在何处，至今没有定论。